# رحمان رضائي
رحمان رضائي، من مواليد 20 فبراير 1975 في مازندران في إيران، لاعب كرة قدم إيراني.
بدأ مسيرته الكروية مع نادي زوب أهن في عام 1998، ولعب معهم حتى عام 2001، وفي عام 2001 انتقل إلى نادي بيروجيا الإيطالي، ولعب معهم حتى عام 2003، وشارك معهم في 38 مباراة وسجل 5 أهداف، وفي عام 2003 انتقل إلى نادي ميسينا الإيطالي، ولعب معهم حتى عام 2006، وشارك معهم في 106 مباريات وسجل هدفين، ومنذ عام 2006 وهو يلعب مع نادي ليفورنو الإيطالي.
و قد بدأ باللعب مع منتخب إيران لكرة القدم في عام 2001.

## كأس آسيا 2007
و قد سجل هدف في مرماه في مباراتهم مع منتخب أوزباكستان لكرة القدم.

## روابط خارجية
- رحمان رضائي على موقع الاتحاد الدولي (مؤرشف)  (الإنجليزية)
- رحمان رضائي على موقع قاعدة بيانات كرة القدم.إي يو (الإنجليزية)
- رحمان رضائي على موقع بيانات كرة القدم. دي إي (الألمانية)
- رحمان رضائي على موقع ناشيونال فوتبول تيمز (الإنجليزية)
- رحمان رضائي على موقع عالم كرة القدم.نت (الإنجليزية)
- رحمان رضائي على موقع كووورة